# Protaetia leucogramma
Protaetia leucogramma är en skalbaggsart som beskrevs av Mohnike 1873. Protaetia leucogramma ingår i släktet Protaetia och familjen Cetoniidae. Inga underarter finns listade i Catalogue of Life.